# Lloyd Richards
Lloyd George Richards (* 29. Juni 1919 in Toronto, Ontario; † 29. Juni 2006 in New York City, New York) war ein US-amerikanischer Schauspieler und Theaterregisseur.

## Leben
Lloyd Richards, Sohn jamaikanischer Einwanderer, der lange in einem Friseursalon arbeitete, wurde 1959 bekannt, als er als erster schwarzer Regisseur am Broadway ein Stück der unbekannten schwarzen Dramatikerin Lorraine Hansberry inszenierte. Das Stück A Raisin in the Sun, das vom Leben der schwarzen Arbeiterfamilie Younger handelt und am 11. März 1959 seine Premiere hatte, wurde trotz negativer Voraussagen ein großer Erfolg. Die Inszenierung wurde 530-mal aufgeführt und gilt heute als Meilenstein amerikanischer Theater- und Sozialgeschichte. 1979 inszenierte er als Regisseur eine Folge der Serie: Roots – Die nächsten Generationen (Roots: The Next Generations).
Richards brachte 1984 auch August Wilson mit Ma Rainey’s Black Bottom an den Broadway. Zusätzlich unterstützte er Wendy Wasserstein, Christopher Durang, Lee Blessing und David Henry Hwang.
Lloyd Richards starb am 29. Juni 2006, seinem 87. Geburtstag, an Herzversagen.

## Auszeichnungen
- 1987: Tony Award als Bester Regisseur für Fences
- 1986. Wahl in die American Academy of Arts and Sciences
- 1993: National Medal of Arts
- 2002: Dorothy and Lillian Gish Prize